# Mura, Barcelona
Mura là một đô thị trong comarca Bages, tỉnh Barcelona, Catalonia, Tây Ban Nha.
Calles de Mura

Situación de Mura dentro del Bages

## Biến động dân số
| 1900 | 1930 | 1960 | 1990 | 2007 |
| ---- | ---- | ---- | ---- | ---- |
| 615  | 478  | 308  | 193  | 232  |

- Biến động dân số từ năm 1717 đến năm 2006

1717-1981: población de hecho; 1990-: población de derecho